# П'ять зрадників Илси
П’ять зрадників Илси (кор. 을사 오적) — це п’ять корейських чиновників, які служили під керівництвом першого та одночасно останнього імператора Корейської імперії Коджона, які підписали «японо-корейський договір про протекторат» (що також має назву «договір Илса»), через який Корейська імперія стала протекторатом Японської імперії. Це були п’ять посадових осіб Корейської імперії, серед них були міністр освіти Лі Ваньон, міністр армії Гинтхек, міністр внутрішніх справ Лі Джійон, міністр закордонних справ Пак Джесун, і міністр сільського господарства, торгівлі та промисловості Квон Джунхьон.
Прем'єр-міністр Корейської імперії Хан Гю-соль, та міністри фінансів і юстиції рішуче виступали проти договору, але вони та політично ослаблений Коджон не змогли ефективно протистояти вищезгаданій п'ятірці. Також імператор Корейської імперії Коджон відмовився підписати договір, сам акт необхідний для ратифікації цього договору, відповідно до  корейського законодавства. Уряд Японської імперії  змусив прем'єр-міністра Корейської імперії Хан Гю-соля,  піти у відставку і поставив на його місце Пака.
Широке громадське невдоволення в Корейській імперії, викликане укладанням вищезгаданого договору було спрямоване проти п’яти міністрів Корейської імперії, які підтримали вищезгаданий договір, і для них була створена так звана «група вбивств». Того ж року був спалений будинок Лі Джійона. Квон Джунхьон був поранений під час нападу в 1907 році, а Лі Ваньон був важко поранений під час замаху на його життя в 1909 році.

У 2005 р. «науково-дослідний центр національних питань» визначив імена п'яти посадових осіб, відповідальних за ухвалення «японо-корейського договору про протекторат» це була частина його (науково-дослідницького центру національних питань) зусиль зі створення довідника окремих корейців, які співпрацювали з японцями до і під час колоніального правління Японської імперії на території корейської держави.

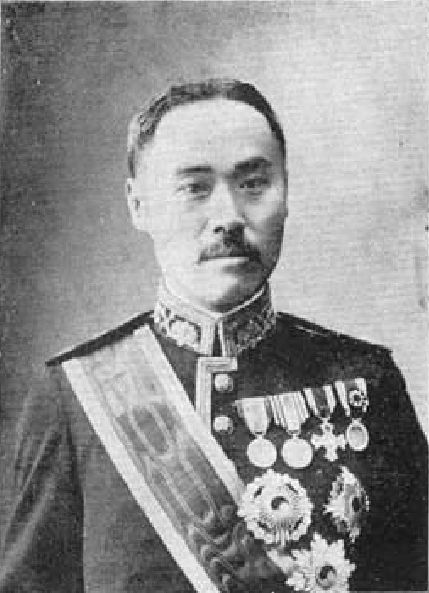
Лі Ваньон, міністр освіти
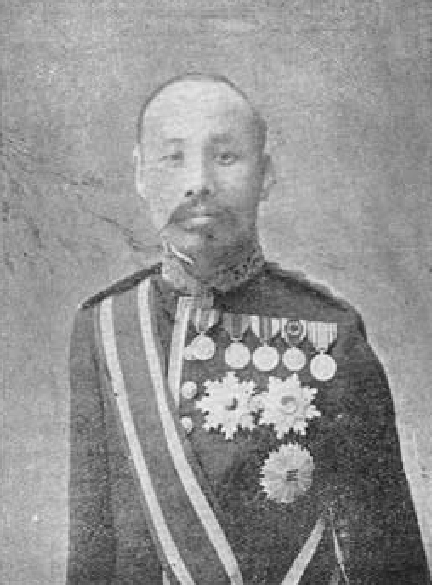
Лі Гинтхек (ko), міністр оборони
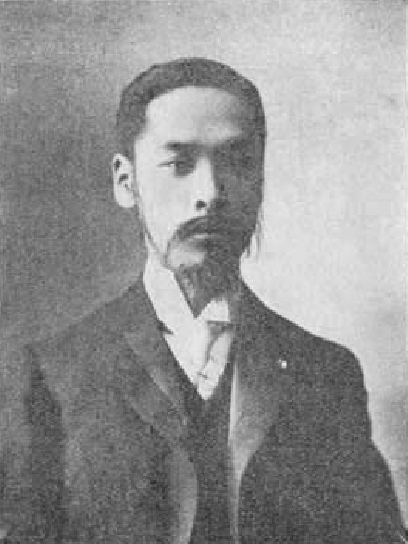
Лі Джійон (ko), міністр внутрішніх справ
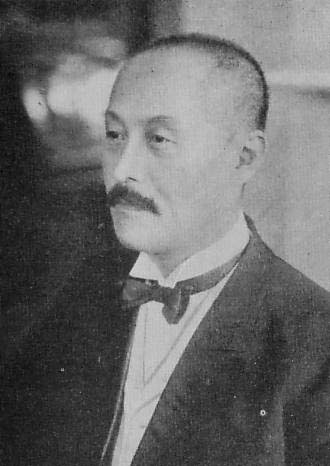
Пак Джесун, міністр закордонних справ
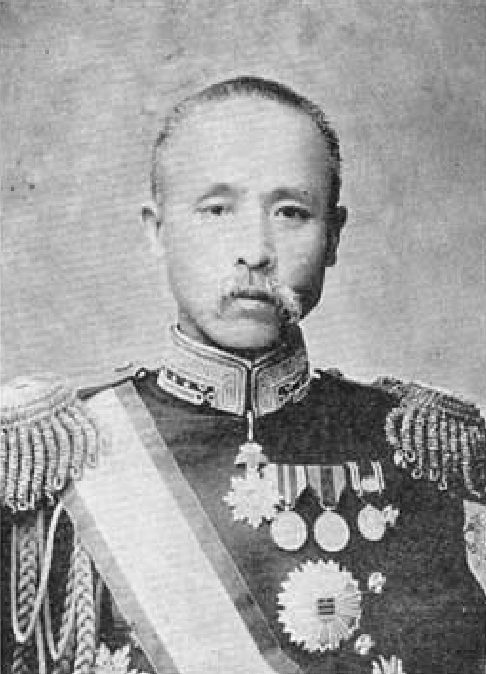
Квон Джунхьон (ko), міністр сільського господарства, торгівлі та промисловості